# Elias Nelson Conway

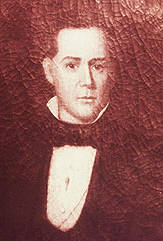
Elias Nelson Conway.

Elias Nelson Conway, född 17 maj 1812 i Greene County, Tennessee, död 28 februari 1892 i Little Rock, Arkansas, var en amerikansk demokratisk politiker. Han var den femte guvernören i delstaten Arkansas 1852-1860.
Conway flyttade 1833 till Little Rock. Han var Arkansasterritoriets revisor 1835-1836. När Arkansas 1836 blev delstat, valdes Conway till revisor i delstaten Arkansas (Arkansas State Auditor), ett ämbete han behöll fram till 1849. Brodern James Sevier Conway var guvernör 1836-1840. Elias Nelson Conway kandiderade 1848 än en gång till omval som revisor men förlorade mot Christopher Columbus Danley.
Conway hade dragit tillbaka sin kandidatur i 1844 års guvernörsval i Arkansas. Han nominerades igen av demokraterna i 1852 års guvernörsval. Han besegrade motkandidaten Bryan H. Smithson i valet. I 1856 års guvernörsval nominerade knownothings James Yell till Conways motkandidat. Den gången vann Conway med bred marginal. Han efterträddes 1860 som guvernör av sin kusin Henry Massey Rector.
Conways grav finns på Mount Holly Cemetery i Little Rock.